# Aguatón
Aguatón – gmina w Hiszpanii, w prowincji Teruel, w Aragonii, o powierzchni 21,64 km². W 2011 roku gmina liczyła 20 mieszkańców.